# Scopula fibulata
Scopula fibulata là một loài bướm đêm trong họ Geometridae.